# 肯尼斯·林格
肯尼斯·林格（Kenneth Ring，1936年—）是康涅狄格大學心理學教授和研究員，研究領域為瀕死經驗。他曾擔任美國國際瀕死體驗研究會（International Association for Near-Death Studies）會長。